# Phileas Fogg

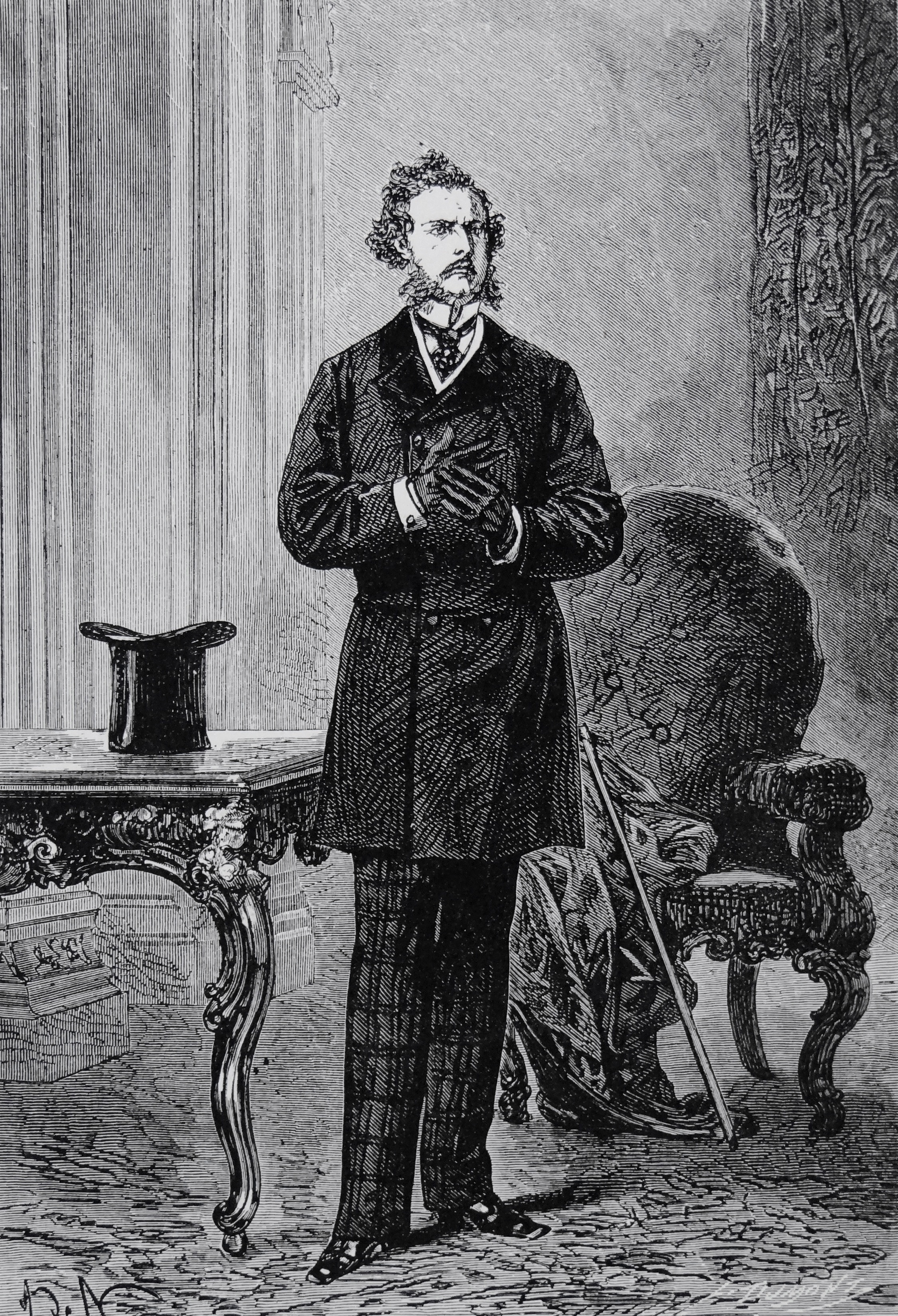
Phileas in un'illustrazione del 1873

Phileas Fogg è il protagonista del romanzo d'avventura Il giro del mondo in 80 giorni di Jules Verne. Egli è un ricco gentiluomo dell'alta società britannica, ha stabile residenza a Londra, frequenta il Reform Club, un club per gentiluomini situato a sud di Pall Mall e tradizionalmente riservato ai soli componenti maschili di elevata ko estrazione sociale.

## Personaggio fittizio
Phileas Fogg è ampiamente descritto nelle prime pagine del romanzo. Vive a Londra al numero 7 di Saville Row, la strada dei sarti alla moda, in una casa di città "in cui Sheridan è morto nel 1814" e che "senza essere esagerata, è raccomandata per la sua estrema comodità." All'inizio del romanzo, Fogg ha circa quarant'anni ed è un bell'uomo. Non è sposato, vive da solo con il suo servitore, appena assunto, il francese Jean Passepartout, che lo accompagna nel suo viaggio. Il precedente è stato licenziato per aver portato al padrone l'acqua per radersi a una temperatura di 29° anziché come richiesta di 30°.
Gentiluomo, porta il titolo di Esquire e può essere individuato, dal suo rango sociale nella classe medio-alta, la frangia più alta della classe media. La sua fortuna ammonta a circa £ 40.000, depositate presso la Baring Bank, e ne scommette la metà (circa 2,5 milioni di sterline attualizzate al 2023) nel suo tour mondiale. In realtà spende quasi l'intera somma scommessa per le spese di viaggio (£19.000), la vincita quindi di £20.000 copre giusto le spese del viaggio. Fogg non pratica alcuna attività professionale e Jules Verne si diverte a elencare i lavori che non svolge: se ne deduce che viva di rendita. Sembra anche che non abbia connessioni sociali al di fuori del Reform Club, di cui è socio e nel quale passa le sue giornate: un club per gentiluomini situato a sud di Pall Mall, noto per le visioni liberali dei suoi membri, e nella pratica del whist. Non sappiamo nulla del suo passato o della sua educazione, anche se impariamo durante il romanzo "che deve essere stato un marinaio" quando, ad un certo punto, assume il comando di un piroscafo dimostrandosi perfettamente in grado di condurlo e comandarlo.
Fogg è un eroe a sangue freddo, metodico, maniacale, caratterizzato da uno stile di vita di spaventosa regolarità per il quale Jules Verne lo confronta con un orologio o un automa. Tipico gentleman inglese visto dai francesi del XIX secolo, un eccentrico disposto a rischiare la sua intera fortuna su una scommessa impegnata con i suoi partner di whist: fare il giro del mondo in ottanta giorni. Così descritto, Phileas Fogg è in qualche modo un'allegoria del mondo moderno che emerge negli anni 1850-1870: la sua regolarità ricorda treni e piroscafi che partono in tempo, arrivano in orario e permettono di prendere in prestito con successo più partite. In una certa misura, è confuso con l'unico libro che porta con sé: la "ferrovia continentale di Bradshaw, il transito a vapore e la guida generale", un indicatore di orari ferroviari e battelli a vapore.
Buona parte del fascino del romanzo deriva  dalla messa alla prova della flemmatica meticolosità del personaggio con i continui imprevisti del viaggio. Durante questo, Fogg rivela un altro volto: quando dà l'elemosina a un mendicante, prima di lasciare Londra, quando salva la vita della bella Auda dalla pira funebre del marito Maharajah a rischio di perdere la sua scommessa, quando inizia a cercare Passepartout rapito dai Sioux, quando perde la pazienza con il Detective Fix e alla fine quando fa la sua proposta di matrimonio alla bella indiana. È anche, come dice Passepartout, "un uomo di cuore".

### Fonti di ispirazione
Secondo alcuni Verne potrebbe avere preso a modello, per inventare il personaggio Fogg, l'eccentrico miliardario americano George Francis Train, che nel 1870 fece il giro del mondo in ottanta giorni e affermò sempre di essere l'autentico Phileas Fogg. Comunque Train, morto pazzo, aveva un carattere vulcanico, a differenza di Fogg.
Altri sostengono Verne si sia ispirato (anche nel cognome del personaggio) a William Perry Fogg.

## Il giro del mondo
Dopo aver stipulato una scommessa (una somma di 20.000 sterline) con gli altri membri del Reform club, parte assieme al valletto per un viaggio che dovrà portarlo intorno al mondo: deve tornare al punto di partenza entro un limite prefissato di 80 giorni (entro le 20.45 di sabato 21 dicembre 1872). Lungo tutto il corso dell'avventura viene però inseguito da Scotland Yard, che lo crede esser autore di una rapina alla Banca d'Inghilterra.